# Osp
Osp – wieś w Słowenii, w gminie miejskiej Koper. 1 stycznia 2018 liczyła 181 mieszkańców.